# FIBA Africa
La FIBA Africa è l'organo che governa la pallacanestro in Africa, ed una delle cinque Zone della Federazione Internazionale Pallacanestro (insieme con America, Asia, Europa, e Oceania).
È una associazione internazionale, fondata nel giugno 1961, che riunisce al momento 54 federazioni nazionali di pallacanestro d'Africa.
La sede della FIBA Africa è situata al Cairo, Egitto.

## Ruolo
Come organo di governo, è responsabile del controllo e dello sviluppo della pallacanestro in Africa.
Inoltre, promuove, supervisiona e dirige le competizioni africane a livello di club e di squadre nazionali, e gli arbitri africani internazionali.
Le decisioni più importanti vengono prese dalla Board of FIBA Africa che consiste di 25 persone elette dalle federazioni nazionali. La Board of FIBA Africa si riunisce una volta ogni quattro anni, ed è l'organo esecutivo che rappresenta tutte le 54 federazioni che sono membri della FIBA Africa.
Tutte le 54 federazioni si incontrano una volta all'anno alla Assemblea Generale della FIBA Africa.

## Organizzazione Interna
- Presidente: Anibal Manave -  Mozambico.
- Vice Presidenti: Mabusa Esaka -  RD del Congo.
- Segretario Generale: Alphonse Bilé -  Costa d'Avorio.
- Tesoriere: Abdel Hamid Massoud -  Egitto.

## Paesi Fondatori
- Egitto
- Mali
- Ghana
- Guinea
- Burkina Faso
- Sierra Leone
- Marocco
- Togo
- Sudan
- Libia
- Etiopia

## Suddivisione in zone
Zona 1
- Algeria
- Libia
- Marocco
- Tunisia

Zona 2
- Capo Verde
- Gambia
- Guinea-Bissau
- Guinea
- Mali
- Mauritania
- Senegal
- Sierra Leone

Zona 3
- Benin
- Burkina Faso
- Costa d'Avorio
- Ghana
- Liberia
- Niger
- Nigeria
- Togo

Zona 4
- Camerun
- Rep. Centrafricana
- Ciad
- Rep. del Congo
- RD del Congo
- Guinea Equatoriale
- Gabon
- São Tomé e Príncipe

Zona 5
- Burundi
- Egitto
- Eritrea
- Etiopia
- Kenya
- Ruanda
- Somalia
- Sudan
- Sudan del Sud
- Tanzania
- Uganda

Zona 6
- Angola
- Botswana
- Lesotho
- Malawi
- Mozambico
- Namibia
- Sudafrica
- eSwatini
- Zambia
- Zimbabwe

Zona 7
- Comore
- Gibuti
- Madagascar
- Mauritius
- Seychelles

## Migliori dieci squadre di FIBA Africa

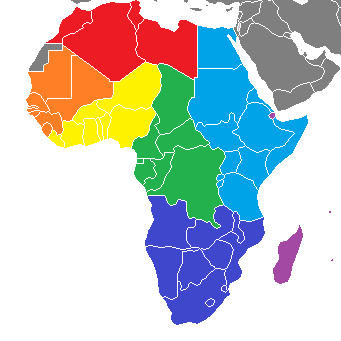
Suddivisioni di FIBA Africa

| Posizione | Squadra            | Punti |
| --------- | ------------------ | ----- |
| 15        | Angola             | 143   |
| 17        | Nigeria            | 112.6 |
| 22        | TunisiaC           | 65.8  |
| 37        | Senegal            | 20.2  |
| 38        | Costa d'Avorio     | 20    |
| 43        | Camerun            | 13.4  |
| 46        | Rep. Centrafricana | 10.4  |
| 48        | Mali               | 8.2   |
| 50        | Marocco            | 8     |
| 55        | Capo Verde         | 7.2   |

C Attuale campione continentale